# De Grønne
De Grønne (els Verds) és un partit polític danès de caràcter ecologista i defensor de la democràcia local, fundat el 16 d'octubre de 1983 amb Henrik Hornemann. És membre fundador del Partit Verd Europeu.
A les eleccions legislatives daneses de 1987 va obtenir 47.076 vots (1,3%), a les de 1988 va obtenir 45.076 vots (1,4%) i a les de 1990 23.037 vots (0,9%), sense obtenir representació al Folketing. El seu espai polític ha estat ocupat per l'Aliança Roja-Verda.
El 2008 el partit fou expulsat del Partit Verd Europeu. La raó fou que els verds danesos intentaren cooperar amb el Moviment Popular contra la Unió Europea a les eleccions europees de 2009, que ocupa els seus escons en l'Esquerra Unida Europea-Esquerra Verda Nòrdica en comptes del grup Els Verds-Aliança Lliure Europea.

## Resultats electorals

### Eleccions legislatives
| Any       | Vots                 | %                    | Escons               | +/-                  |
| --------- | -------------------- | -------------------- | -------------------- | -------------------- |
| 1987      | 45,076               | 1.34                 | 0 / 179              | Nou                  |
| 1988      | 44,960               | 1.35                 | 0 / 179              | =                    |
| 1990      | 27,642               | 0.85                 | 0 / 179              | =                    |
| 1994-2014 | No hi van participar | No hi van participar | No hi van participar | No hi van participar |